# 小行星9426
小行星9426（9426 Aliante）是一颗绕太阳运转的小行星，为主小行星带小行星。该小行星于1996年2月14日发现。

## 轨道参数
小行星9426的轨道半长轴为2.8677913 UA，离心率为0.068。